# 张英明 (1918年)
张英明（1918年—1995年），男，山西灵石人，中华人民共和国军事人物，中国人民解放军少将，曾任乌鲁木齐军区后勤部部长。